# وسيم الشهري
وسيم محمد الشهري لاعب كرة قدم سعودي و يلعب في الوسط لعب سابقاً مع نادي أبها السعودي.